# Niels Dael
Niels Dael (født 20. juni 1857 i Bjergby ved Hjørring – 15. august 1951) var en dansk frimenighedspræst og højskolemand.
Niels Dael var bondesøn fra Vendsyssel. Han tog aldrig en formel uddannelse, men var på ophold på i fem år, hvor han blev præget af det grundtvigianske højskolemiljø, bl.a. Ludvig Schrøder og Jakob Knudsen, og bedrev frie studier ved Københavns Universitet. 1886 blev han ordineret som præst i frimenigheden på Mors, hvorefter han sammen med sin hustru Martine tog til Sydamerika, hvor han med base i Tandil, Argentina var præst for danskerne i denne verdensdel. Ved sin hjemkomst 1897 blev han præst for frimenigheden i Høve, hvilket han var indtil 1942. Samtidig var han frimeningshedspræst fra 1904 for den da oprettede frimenighed i Havrebjerg og fra 1909 for den da oprettede frimenighed på Frederiksborg Højskole og 1921-25 for en i 1921 oprettet frimenighed i Roskilde). Det var Niels Dael, som i 1940 foretog ordinationen af Danmarks første kvindelige frimenighedspræst, Maren Sørensen.
I 1908 købte han landstedet Liselund i Antvorskov ved Slagelse, hvor han oprettede en grundtvigsk frimenighedsskole og kirkelig folkehøjskole. Niels Eggert etablerede senere samme år sin egen Antvorskov Højskole i nærheden. Den 3.-17. januar 1909 blev det første Vintermøde afholdt på Liselund. Der var tale om et 14-dages møde med 150 deltagere fra hele landet. Dagene fulgte et fast mønster: morgenandagt og bibeltime om formiddagen, foredrag om forskellige emner om eftermiddagen, drøftelser og sangtime om aftenen. Kendte grundtvigske præster og højskolefolk var talere side om side med universitetsprofessorer. I august samme år blev der med lige så stor tilslutning inviteret til et Sommermøde.
Først i vinteren 1911-12 tog selve menighedsskolen sin begyndelse. Det var Niels Daels tanke, at menigheden ikke blot skulle sidde i kirken og lytte til præsten – menigheden skulle sætte sig ind i emner som Bibelen, salmerne, kirkehistorie mm. Menighedsskolen fortsatte sit virke frem til besættelsen 1940. Omkring 20-30 personer deltog hver vinter i 4 måneders undervisning, afbrudt af Vintermødet. Det eksisterende landsted viste sig snart for lille, og i 1918 og i 1932 blev Liselunds nuværende bygninger rejst af arkitekt Johannes Martin Olsen.
Liselund blev i 1944 beslaglagt af værnemagten, som ødelagde inventar, bygninger og haven. Men en stor arbejdsindsats sikrede, at der allerede igen fra august 1946 kunne holdes Sommer- og Vintermøder på Liselund. I de sidste mange år af sit liv fungerede Dael som en slags "biskop" for frimenighederne. Han døde i 1951 og er begravet i Liselunds park. Fra midten af 1950'erne har andre institutioner afholdt kurser og møder på Liselund.
Dael var gift 1. gang (27. maj 1886) med Martine Sørensen (4. marts 1859 – 1901), datter af møller Jacob Sørensen, gift 2. gang (29. december 1915) med seminarielærerinde Amelie Ståhl i Landskrona (21. okt 1887 – ?), datter af stationsinspektør Ståhl og hustru Maria f. Molin.

## Udgivelser
- En Prædikensamling (1928)
- Ny Prædikener (1929)
- „Guds Vej" Taler og Prædikener (1933)
- Med Uendeligheden for Øje, Prædikener og Taler (1937)
- Den signede Dag, en Prædikensamling (1939)
- Paa Havet. Prædikener og Taler (1948)